# Ал-Понт-д'Армантера
Ал-Понт-д'Арманте́ра (кат. El Pont d'Armentera) — місто, розташоване в Автономній області Каталонія в Іспанії. 
Знаходиться у районі (кумарці) Ал-Камп провінції Таррагона, згідно з новою адміністративною реформою перебуватиме у складі баґарії Камп да Таррагона.

## Населення
Населення міста (у 2007 р.) становить 604 осіб (з них менше 14 років — 11,1%, від 15 до 64 — 62,9%, понад 65 років — 
26%). У 2006 р. народжуваність склала 4 осіб, смертність — 5 осіб, приріст населення склав 0
осіб. У 2001 р. активне населення становило 215 осіб, з них безробітних — 8 осіб. 

Серед осіб, які проживали на території міста у 2001 р., 447 осіб народилися в Каталонії (з них
315 осіб у тому самому районі, або кумарці), 71 осіб приїхало з інших областей Іспанії, а 9 осіб приїхало з-за кордону. 

Університетську освіту має 8,2
% усього населення. 

У 2001 р. нараховувалося 205 домогосподарств (з них 23,4% складалися з однієї особи, 30,7% з двох осіб,
22,9% з 3 осіб, 14,6% з 4 осіб, 5,9% з 5 осіб, 2
% з 6 осіб, 0% з 7 осіб, 0,5% з 8 осіб і 0% з 9 і більше осіб).

Активне населення міста у 2001 р. працювало у таких сферах діяльності : у сільському господорстві — 10,6%, у промисловості — 26,1%, на будівництві — 17,4% і у сфері обслуговування — 
45,9%. 

 У муніципалітеті або у власному районі (кумарці) працює 115 осіб, поза районом — 124 осіб. 

### Безробіття
У 2007 р. нараховувалося 15 безробітних (у 2006 р. — 22 безробітних), з них чоловіки становили 6,7%, а жінки — 
93,3%.

## Економіка

### Підприємства міста

#### Промислові підприємства
| \| Промислові підприємства міста, за сферою діяльності \| Промислові підприємства міста, за сферою діяльності \| Промислові підприємства міста, за сферою діяльності \| \| Рік \| 2002 р. \| 2001 р. \| \| --------------------------------------------------- \| --------------------------------------------------- \| --------------------------------------------------- \| \| Енергетичні та водні ресурси \| 0,0% \| 0,0% \| \| Хімія та метали \| 12,5% \| 11,1% \| \| Переробка металів \| 12,5% \| 11,1% \| \| Продукти харчування \| 37,5% \| 33,3% \| \| Текстиль \| 25,0% \| 22,2% \| \| Виробництво меблів, видання \| 12,5% \| 22,2% \| \| Інше \| 0,0% \| 0,0% \| \| Усього підприємств \| 8 \| 9 \| |         |         |
| Промислові підприємства міста, за сферою діяльності |         |         |
| Рік | 2002 р. | 2001 р. |
| Енергетичні та водні ресурси | 0,0%    | 0,0%    |
| Хімія та метали | 12,5%   | 11,1%   |
| Переробка металів | 12,5%   | 11,1%   |
| Продукти харчування | 37,5%   | 33,3%   |
| Текстиль | 25,0%   | 22,2%   |
| Виробництво меблів, видання | 12,5%   | 22,2%   |
| Інше | 0,0%    | 0,0%    |
| Усього підприємств | 8       | 9       |

#### Роздрібна торгівля
| \| Підприємства роздрібної торгівлі міста, за сферою діяльності \| Підприємства роздрібної торгівлі міста, за сферою діяльності \| Підприємства роздрібної торгівлі міста, за сферою діяльності \| \| Рік \| 2002 р. \| 2001 р. \| \| ------------------------------------------------------------ \| ------------------------------------------------------------ \| ------------------------------------------------------------ \| \| Продукти харчування \| 44,4% \| 37,5% \| \| Одяг та взуття \| 0,0% \| 0,0% \| \| Товари для дому \| 0,0% \| 0,0% \| \| Книги та періодичні видання \| 0,0% \| 0,0% \| \| Промислова хімічна продукція \| 11,1% \| 12,5% \| \| Продукція, пов'язана з транспортними засобами \| 0,0% \| 0,0% \| \| Інше \| 44,4% \| 50,0% \| \| Усього підприємств \| 9 \| 8 \| |         |         |
| Підприємства роздрібної торгівлі міста, за сферою діяльності |         |         |
| Рік | 2002 р. | 2001 р. |
| Продукти харчування | 44,4%   | 37,5%   |
| Одяг та взуття | 0,0%    | 0,0%    |
| Товари для дому | 0,0%    | 0,0%    |
| Книги та періодичні видання | 0,0%    | 0,0%    |
| Промислова хімічна продукція | 11,1%   | 12,5%   |
| Продукція, пов'язана з транспортними засобами | 0,0%    | 0,0%    |
| Інше | 44,4%   | 50,0%   |
| Усього підприємств | 9       | 8       |

#### Сфера послуг
| \| Підприємства міста, що працюють у сфері послуг, за діяльністю \| Підприємства міста, що працюють у сфері послуг, за діяльністю \| Підприємства міста, що працюють у сфері послуг, за діяльністю \| \| Рік \| 2002 р. \| 2001 р. \| \| ------------------------------------------------------------- \| ------------------------------------------------------------- \| ------------------------------------------------------------- \| \| Гуртова торгівля \| 12,5% \| 16,7% \| \| Готелі та готельний бізнес \| 50,0% \| 33,3% \| \| Транспорт та зв'язок \| 0,0% \| 0,0% \| \| Посередницькі фінансові послуги \| 12,5% \| 16,7% \| \| Послуги підприємствам \| 0,0% \| 0,0% \| \| Послуги фізичним особам \| 25,0% \| 33,3% \| \| Нерухомість та ін. \| 0,0% \| 0,0% \| \| Усього підприємств \| 8 \| 6 \| |         |         |
| Підприємства міста, що працюють у сфері послуг, за діяльністю |         |         |
| Рік | 2002 р. | 2001 р. |
| Гуртова торгівля | 12,5%   | 16,7%   |
| Готелі та готельний бізнес | 50,0%   | 33,3%   |
| Транспорт та зв'язок | 0,0%    | 0,0%    |
| Посередницькі фінансові послуги | 12,5%   | 16,7%   |
| Послуги підприємствам | 0,0%    | 0,0%    |
| Послуги фізичним особам | 25,0%   | 33,3%   |
| Нерухомість та ін. | 0,0%    | 0,0%    |
| Усього підприємств | 8       | 6       |

## Житловий фонд
У 2001 р. 7,8% усіх родин (домогосподарств) мали житло метражем до 59 м², 27,3% — від 60 до 89 м², 42% — від 90 до 119 м² і
22,9% — понад 120 м².

З усіх будівель у 2001 р. 16% було одноповерховими, 21,2% — двоповерховими, 60,3
% — триповерховими, 2,6% — чотириповерховими, 0% — п'ятиповерховими, 0% — шестиповерховими,
0% — семиповерховими, 0% — з вісьмома та більше поверхами.

## Автопарк
| \| Автомобілі, зареєстровані у місті, за призначенням \| Автомобілі, зареєстровані у місті, за призначенням \| Автомобілі, зареєстровані у місті, за призначенням \| \| Рік \| 2006 р. \| 2005 р. \| \| -------------------------------------------------- \| -------------------------------------------------- \| -------------------------------------------------- \| \| Приватні автомобілі \| 62,0% \| 60,9% \| \| Мотоцикли \| 11,4% \| 11,5% \| \| Вантажівки \| 22,7% \| 23,8% \| \| Трактори \| 0,0% \| 0,0% \| \| Автобуси та ін. \| 3,9% \| 3,8% \| \| Усього автомобілів \| 466 шт. \| 453 шт. \| |         |         |
| Автомобілі, зареєстровані у місті, за призначенням |         |         |
| Рік | 2006 р. | 2005 р. |
| Приватні автомобілі | 62,0%   | 60,9%   |
| Мотоцикли | 11,4%   | 11,5%   |
| Вантажівки | 22,7%   | 23,8%   |
| Трактори | 0,0%    | 0,0%    |
| Автобуси та ін. | 3,9%    | 3,8%    |
| Усього автомобілів | 466 шт. | 453 шт. |

## Вживання каталанської мови
У 2001 р. каталанську мову у місті розуміли 99,4% усього населення (у 1996 р. — 100%), вміли говорити нею 95,6% (у 1996 р. — 
96,7%), вміли читати 92,2% (у 1996 р. — 93,2%), вміли писати 85,9
% (у 1996 р. — 88,7%). Не розуміли каталанської мови 0,6%.

## Політичні уподобання
У виборах до Парламенту Каталонії у 2006 р. взяло участь 308 осіб (у 2003 р. — 368 осіб). Голоси за політичні сили розподілилися таким чином:
| \| Вибори до Парламенту Каталонії \| Вибори до Парламенту Каталонії \| Вибори до Парламенту Каталонії \| \| Рік \| 2006 р. \| 2003 р. \| \| -------------------------------------- \| ------------------------------ \| ------------------------------ \| \| Конвергенція та Єднання (CiU) \| 49,4% \| 42,4% \| \| Соціалістична партія Каталонії (PSC) \| 20,5% \| 23,6% \| \| Народна партія (PP) \| 7,1% \| 11,1% \| \| Ініціатива за зелену Каталонію (IC) \| 5,2% \| 3,3% \| \| Республіканська лівиця Каталонії (ERC) \| 15,3% \| 18,8% \| \| Громадянська партія (C's) \| 0,0% \| 0,0% \| \| Інші \| 2,6% \| 0,8% \| |         |         |
| Вибори до Парламенту Каталонії |         |         |
| Рік | 2006 р. | 2003 р. |
| Конвергенція та Єднання (CiU) | 49,4%   | 42,4%   |
| Соціалістична партія Каталонії (PSC) | 20,5%   | 23,6%   |
| Народна партія (PP) | 7,1%    | 11,1%   |
| Ініціатива за зелену Каталонію (IC) | 5,2%    | 3,3%    |
| Республіканська лівиця Каталонії (ERC) | 15,3%   | 18,8%   |
| Громадянська партія (C's) | 0,0%    | 0,0%    |
| Інші | 2,6%    | 0,8%    |

У муніципальних виборах у 2007 р. взяло участь 406 осіб (у 2003 р. — 410 осіб). Голоси за політичні сили розподілилися таким чином:
| \| Муніципальні вибори \| Муніципальні вибори \| Муніципальні вибори \| \| Рік \| 2007 р. \| 2003 р. \| \| -------------------------------------- \| ------------------- \| ------------------- \| \| Конвергенція та Єднання (CiU) \| 45,1% \| 46,8% \| \| Соціалістична партія Каталонії (PSC) \| 28,6% \| 12,2% \| \| Народна партія (PP) \| 0,0% \| 0,0% \| \| Ініціатива за зелену Каталонію (IC) \| 0,0% \| 0,0% \| \| Республіканська лівиця Каталонії (ERC) \| 8,6% \| 0,0% \| \| Громадянська партія (C's) \| 0,0% \| 0,0% \| \| Інші \| 17,7% \| 41,0% \| |         |         |
| Муніципальні вибори |         |         |
| Рік | 2007 р. | 2003 р. |
| Конвергенція та Єднання (CiU) | 45,1%   | 46,8%   |
| Соціалістична партія Каталонії (PSC) | 28,6%   | 12,2%   |
| Народна партія (PP) | 0,0%    | 0,0%    |
| Ініціатива за зелену Каталонію (IC) | 0,0%    | 0,0%    |
| Республіканська лівиця Каталонії (ERC) | 8,6%    | 0,0%    |
| Громадянська партія (C's) | 0,0%    | 0,0%    |
| Інші | 17,7%   | 41,0%   |